# Neufmoulins
Neufmoulins là một xã trong vùng Grand Est, thuộc tỉnh Moselle, quận Sarrebourg, tổng Lorquin. Tọa độ địa lý của xã là 48° 40' vĩ độ bắc, 06° 58' kinh độ đông. Neufmoulins nằm trên độ cao trung bình là 295 mét trên mực nước biển, có điểm thấp nhất là 265 mét và điểm cao nhất là 333 mét. Xã có diện tích 1,93 km², dân số vào thời điểm 1999 là 37 người; mật độ dân số là 19 người/km². Xã nằm khoảng 8 km về phía tây nam của Sarrebourg, thuộc Pháp từ năm 1661.

## Thông tin nhân khẩu
| 1962 | 1968 | 1975 | 1982 | 1990 | 1999 |
| ---- | ---- | ---- | ---- | ---- | ---- |
| 35   | 40   | 27   | 37   | 42   | 37   |